# 千里ニュータウン
千里ニュータウン（せんりニュータウン、英: Senri New Town）は、大阪府豊中市・吹田市に跨る千里丘陵を開発し造成されたニュータウンである。開発主体は大阪府企業局で、開発面積は約1,160ha、計画人口は150,000人。
日本で最初に造られた大規模ニュータウン であり、開発開始後の1963年に制定された新住宅市街地開発法（新住法）の初の適用対象となるなど、その後の多摩ニュータウン（東京都）や港北ニュータウン（神奈川県横浜市）をはじめとする各地のニュータウン開発に大きな影響を与えた。
1962年の初入居からすでに60年以上が経過し、住民の高齢化、ニュータウン周辺の都市化、地域商業の衰退と再生、交通網の再整備、住宅団地の建替えとリノベーションといった現象が進行している。
2003年、DOCOMOMO JAPAN選定 日本におけるモダン・ムーブメントの建築に選定された。

## 概要
大阪市中心部から北へ約12kmの地点に位置している人口約１０万人の住宅都市である。豊中市・吹田市に跨る地域にあり、南北約5km、東西約4kmに収まる約1,160haの広さを誇る。豊中市域は新千里東町・新千里西町・新千里南町・新千里北町、吹田市域は佐竹台・高野台・津雲台・竹見台・桃山台・古江台・藤白台・青山台の合計12箇所の住区からなる。佐竹台・高野台・古江台・津雲台・藤白台・青山台・新千里北町・新千里東町・桃山台・竹見台・新千里西町・新千里南町の順に建設された。
後半に建設された住区は住区内を結ぶ歩行者専用道路が設けられた。ニュータウン計画以前から丘陵上に位置する上新田の集落は、｢開発反対｣派の住民説得に時間がかかり過ぎるとの判断から、同じく丘陵上に位置する大阪市立弘済院（古江台6丁目）と共に計画地域から除外され（大阪万博の開催は決まっており、それより開発が遅れるのを嫌った、という行政側の判断による）、大字も現行町名（1973年実施）に踏襲されている。
各住区ごとに小学校、近隣センター、診療所群などを計画的に配置し、歩車分離を徹底するなど、当時としては斬新な近代的都市を目指した。しかし、モータリゼーションの到来を予測しきれず駐車場が不足し、多くの緑地を駐車場に転用せざるを得なくなったこと、将来の諸施設導入を見越した空地を十分に確保できていなかったため、その後の社会の変化により必要となった諸設備をニュータウン内に設置することが困難、などの問題点もあった。それらの新たに必要となった諸設備は、ニュータウン周辺に確保されていた周辺緑地や、ニュータウン隣接地、ニュータウンに囲まれた上新田地区に多く残されていた竹薮や森を切り開いて、数多く作られることになった。
近隣住区の中心となる地区センター（千里中央・北千里・南千里）には、より大規模な都市施設が配置され、なかでも新千里東町にある千里中央駅周辺には、千里ニュータウン全体の中心として、百貨店、ショッピングセンター、レジャーセンターのほか、地域ガス供給施設、企業の電算センターなどが集積している。
近隣住区には近隣センターが置かれた。しかし、商業環境の変化に伴い、中規模スーパーを主体としていた近隣センターからは客足が遠のいていった。現在では多くの店が退店し、いずれの地域センターもかつての賑わいはない。商業施設は両センターと商業地区となった津雲台7丁目・桃山台駅前および、例外的に店舗の出店が認められている新千里南町の旧大阪中央環状線沿いに限られており、コンビニエンスストアの主出店地であるロードサイドへの出店は津雲台7丁目や旧大阪中央環状線沿いを除き禁止されているためコンビニエンスストアの出店がかなり遅れ、当初は津雲台7丁目や旧大阪中央環状線沿い及びニュータウン周辺部・上新田地区及びニュータウン内の大規模病院内に限られていた。千里中央地区など各鉄道駅周辺に出店されたのも最近であり、近隣センターのコンビニエンスストア立地も数ヶ所に留まっており、退店したところもある。千里で日本万国博覧会が開催される前の1969年から約1年間、豊中市の公団（現UR）新千里東町団地および吹田市の公団千里竹見台団地は、各国からパビリオンに派遣された職員たちの外人村となっていた。
大阪府営住宅には当初、浴室が設置されていなかったため、吹田市竹見台以外の各住区には銭湯が一か所ずつ設置されていたが、1970年代後半から順次増築に伴う浴室設置が進められた結果、1980年代には銭湯の廃業が相次ぎ、天然温泉を掘り当てて生き残っていた太陽温泉（豊中市新千里南町）も、周辺に天然温泉を備えたスーパー銭湯の開業が相次いだことにより、2010年12月に閉鎖されすべて無くなった。　
戸建て住宅は一区画百坪前後とゆったりした配置で高級住宅地を形成していたが、バブル経済期には地価高騰により一区画の価格が億単位となり、相続等を契機に元の区画を分割して販売され住環境の密集化が問題となった。また、中高層住宅については容積率に比較的余裕のある設計がされていたこともあり、一部に建て替え工事も行われている。
道路や公園などの社会基盤施設は大阪府が管理していたが、開設20周年目に予定通り豊中市及び吹田市に引き継がれた。緑地が多く、全体としては自然環境に恵まれているが、交通量の多い新御堂筋（国道423号）や大阪府道2号大阪中央環状線の近辺、特にそれらが交差する千里インターチェンジ付近を中心に、地域によっては大気汚染や騒音の影響を強く受けている場所もある。
高度成長期の中核的労働力である比較的年齢層の近い核家族世帯が短期間に集中して入居したため、現在は、初期入居世帯の世帯主の現役引退・高齢化が懸念されている。
一方、各種施設の充実や都心へのアクセスの良さや住宅環境から、現在でも居住地としての人気を保っており、老朽化した集合住宅の建替に伴う高層化に伴う住居数の増加や、社宅地域の建て替えによる民間マンションの分譲により、若年層の新住民が再び増加しつつある。また、UR都市機構（旧日本住宅公団）管理の団地においては、無印良品とコラボレーションしたリノベーション住宅（MUJI×UR）を提供し若年層の入居者が増加するなど、築古団地の魅力の発信に力を入れ、一定の成果を上げている。（千里青山台団地、新千里北町団地など）
2012年9月3日に、吹田市立千里ニュータウン情報館が開館した（南千里駅前の千里ニュータウンプラザ）。

## 「郊外」という空間
千里丘陵は大阪にとっての戦後の本格的、かつ大規模な「郊外」であった。戦後日本の社会生活の「近代化」過程において「近代」と呼ぶにふさわしい「近未来」社会がめざされ、千里丘陵においてそれは実現した。大阪地域で「郊外」と言われる場所はこの千里丘陵だけではない。郊外住宅と言えば、小林一三の事業がよく取りあげられる。戦前期に小林は、箕面有馬電気軌道（現・阪急宝塚線）と沿線の郊外住宅地開発を行った。池田市の室町住宅、清風荘住宅などが初期の郊外住宅地として有名である。だが、戦前の田園都市構想との関係では、千里山住宅地が日本でもっとも早い郊外住宅地の事例となる。戦前期ではイギリスから導入された「田園都市」（ガーデン・シティ）が郊外生活を象徴する概念であった。千里山住宅地はその理念に基づいて建設された。そして千里山にはかつて遊園地が存在したように、大阪郊外の行楽、遊楽の地でもあった。阪急千里線にのると急にきつくなる勾配をのぼる電車に昔の趣きが窺える。
戦前の「田園都市」概念に対比して、戦後の郊外は「ニュータウン」という概念がその位置を占めている。そして戦後の住宅開発の場合は、戦前期の何倍・何十倍もの規模の地域的開発となった。いまでは千里山住宅地は、その周辺の千里ニュータウンに飲み込まれたような形で存在している。しかし、千里山は千里ニュータウンと明らかに違う特色をもった住宅地である。その違いは戦前と戦後の社会の質の違いを反映している。違いの一つは道路である。千里山住宅地は高台の傾斜地にロータリーを備えた放射状の道路設計となっている。千里山住宅地に続いて東京の田園調布が開発されたが、形としては田園調布のほうが駅からの放射状道路とそれに交差する同心円状の道路から成り立っている形状が明確である。一方、千里山住宅地の道路は道路幅も狭く、大正期の郊外住宅地の典型である箕面市桜井住宅地の道路幅と似ており歩車分離ではない。この歩車分離の原則は戦後のニュータウンの特徴で、戦前の住宅地との端的な違いをなしている。つまり、ニュータウンの場合は車社会の本格的到来を見据えての道路設計（空間設計）となっているのである。千里山住宅地はしばらく歩けば通り抜けることができる規模の住宅地であるが、千里ニュータウンは対照的に大規模な空間で地図や標識を見なければ迷ってしまう。この違いは時期の違う設計者の構想力の違いと言うこともできる。戦後の設計者は戦前とは一段階違った大規模集団の社会が動くイメージを抱いて郊外生活空間の構図を描いたのである。ただ一般庶民にとっては郊外生活の「夢」という点では戦前も戦後も同じであった。ここに戦前と戦後の郊外生活を同質性でもって語られる理由がある。
戦後の千里丘陵には大規模な「ニュータウン」と称する「団地」ができあがった。集合住宅・団地は戦前期からあったが、 戦後の団地＝ニュータウンは戦前のそれと規模と質を全く異にしたものであった。大阪市域内にある戦前の団地は先見的な取り組みであったが、単なる集合住宅という構想に留まったものと想定される。それに比してニュータウンはその「地域」構想の点でまったく異なった性格をもっていた。 その特徴の一つをあげれば「ゾーニング」であり、そこには学校、医療機関が地域に不可欠のものとして組み入れられていた。開発構想のなかに「地域」の「自立・自律性」が考えられていた。とにかく「団地」という言葉は、小市民にとっては新しい生活、新しい夢、新しい共同体を意味しており、団地生活＝暮らしの理想の実現を意味していた時代があった。千里ニュータウンもその理想の居住空間とみなされていた。そして「ニュータウン」は 「新しい町」 理想に惹かれて集まった人びとが創りあげる町と考えられていた。その点で既存の住人による地域の活性化というような「まちづくり」と様相が異なっているのである。

## 歴史
- 1958年（昭和33年）5月 - 大阪府により開発決定。
- 1959年（昭和34年）4月 - 開発計画が正式に公表。
- 1960年（昭和35年）10月 - 開発全体のマスタープランまとまる。
- 1961年（昭和36年）7月 - 南公園予定地にて起工式挙行。
- 1962年（昭和37年）8月 - 京阪神急行（阪急）千里山線（現：千里線）千里山駅 - 新千里山駅（現：南千里駅）間延長工事開始。
- 1962年（昭和37年）9月 - 吹田市C住区（のちの佐竹台）にて第一期入居開始[注釈 1]。阪急バス国鉄吹田～佐竹台～阪急千里山間運行開始。
- 1962年（昭和37年）11月 - まちびらき式開催。
- 1963年（昭和38年）4月 - 吹田市高野台・津雲台(各府営住宅)入居開始。
- 1963年（昭和38年）6月 - 阪急バス高野台に乗り入れ開始。
- 1963年（昭和38年）8月 - 京阪神急行（阪急）千里山駅 - 新千里山駅（現：南千里駅）間延伸開業。駅下に阪急オアシス（新千里山駅店）が同時に開業。

新千里山駅開業に伴い、阪急バス路線を再編。阪急新千里山～高野台・佐竹台循環、阪急新千里山～国鉄吹田、上新田～阪急新千里山～国鉄吹田の3路線となる。
- 1964年（昭和39年）4月 - 阪急バス、阪急新千里山～津雲台循環を新設。
- 1964年（昭和39年）5月 - 吹田市藤白台・古江台(各府営住宅)入居開始。阪急バス、阪急新千里山～藤白台・古江台循環を新設。この時から千里ニュータウン路線にワンマンバスを導入する。
- 1964年（昭和39年）6月 - 高松宮・同妃、視察。
- 1964年（昭和39年）6月 - 佐竹台でロケを行なった大映映画「黒の凶器」封切（主演・田宮二郎）。
- 1965年（昭和40年）5月 - 吹田市青山台（府営住宅）入居開始。
- 1965年（昭和40年）6月 - 阪急バス、阪急新千里山～青山台循環を新設。
- 1965年（昭和40年）7月 - 佐竹台・藤白台・新千里山駅でロケを行なった日活映画「青春のお通り」封切（主演・吉永小百合）。
- 1965年（昭和40年）12月 - 南センター専門店街、開業。
- 1966年（昭和41年）1月 - 佐藤栄作首相、視察。
- 1966年（昭和41年）4月 - 昭和天皇・香淳皇后、南地区センターなどを視察[5]。豊中市新千里北町(府営住宅)入居開始。阪急バス、阪急新千里山～新千里北町循環を新設。
- 1966年（昭和41年）5月 - 南センター専門店街東隣に阪急オアシス(南センター店)が開業。豊中市新千里東町(府営住宅)入居開始。
- 1966年（昭和41年）6月 - 常陸宮・同妃、視察。
- 1967年（昭和42年）1月 - 建設途上の千里ニュータウンの様子が、円谷プロ制作のウルトラマン『怪獣殿下』に大阪のとある工事現場として収録されている。
- 1967年（昭和42年）3月 - 京阪神急行（阪急）新千里山駅 - 北千里駅間延伸開業、新千里山駅を南千里駅と改称。千里山線を千里線と改称。北千里駅に日本で初めての自動改札機導入。北地区センター、オープン。阪急バス、北千里駅開業に伴い路線バス接続駅を整理、佐竹台・高野台循環と津雲台循環は南千里発着、古江台・藤白台循環、青山台循環、新千里北町循環は北千里発着となる。
- 1968年（昭和43年）3月 - 皇太子・皇太子妃（いずれも当時）、視察。豊中市新千里西町(府営住宅)入居開始。
- 1969年（昭和43年）9月 - 豊中市新千里南町(府営住宅)入居開始。
- 1970年（昭和45年）3月 - 日本万国博覧会開催。北大阪急行電鉄・江坂駅 - 千里中央（仮）駅 - 万国博中央口駅間開業。千里中央（仮）駅は、中国自動車道上、北新田橋の下にあった。千里中央地区センターが開業。阪急バス、北千里～青山台～新千里北町～千里中央線を新設。

新千里東町地区の26棟と竹見台地区の高層住宅2棟を外国人要員用の宿舎として使用。
- 1970年（昭和45年）8月 - 阪急バス、千里中央～南千里線を新設。
- 1970年（昭和45年）9月 - 万博終了にともない、北大阪急行電鉄・千里中央駅－万国博中央口駅間廃止。千里中央駅、現在位置の本駅に移って営業開始。
- 1973年（昭和48年）11月 - 千里ニュータウン内の百貨店、千里大丸プラザにトイレットペーパーを求める主婦が殺到（オイルショックのトイレットペーパー騒動）。
- 1973年（昭和48年）11月 - 阪急電鉄南千里駅 - 北千里駅間に山田駅が開業。
- 1986年（昭和61年）7月 - 千里中央、千里ニュータウン近辺でロケを行なったNHKドラマ人間模様「追う男(全4回)」放送。主演・松田優作。
- 1990年（平成2年）6月 - 大阪高速鉄道（当時）大阪モノレール線千里中央駅 - 南茨木駅間が開通し、ニュータウン内に千里中央駅と山田駅が開業。
- 1994年（平成6年）9月 - 大阪高速鉄道（当時）大阪モノレール線 柴原駅（現・柴原阪大前駅） - 千里中央駅間が開通。
- 2006年（平成18年） - 千里中央地区再整備事業着工。（ - 2009年（平成21年））
- 2006年（平成18年）4月 - 吹田市立博物館にて特別展・千里ニュータウン展を開催。博物館開館以来最高の入場者数を記録した。
- 2009年（平成21年） - 千里南地区センター再整備事業着工。
- 2012年（平成24年） - 9月 千里ニュータウン情報館が開館。

## 団地構成
- 千里ニュータウンでは、Ａ＝大阪府住宅供給公社住宅、Ｂ＝府営住宅、Ｃ＝都市再生機構（旧日本住宅公団）、Ｄ＝社宅、となっている。

（豊中市）
- 新千里北町団地（旧日本住宅公団、現UR都市機構）
- 新千里西町団地（旧日本住宅公団、現UR都市機構）
- 新千里東町団地（旧日本住宅公団、現UR都市機構）
- 新千里北町住宅（府営住宅）
- 新千里南住宅（府営住宅）
- 新千里東町住宅（府営住宅）
- 千里桃山台団地（大阪府住宅供給公社住宅）
- 新千里北町団地（大阪府住宅供給公社住宅）

（吹田市）
- 千里桃山台団地（旧日本住宅公団、現UR都市機構）
- 千里桃山団地（旧日本住宅公団、現UR都市機構）
- 千里竹見台団地（旧日本住宅公団、現UR都市機構）
- 千里津雲台団地（旧日本住宅公団、現UR都市機構）
- 千里青山台団地（旧日本住宅公団、現UR都市機構）
- 千里藤白台住宅（府営住宅）
- 千里古江台住宅（府営住宅）
- 竹見台団地（大阪府住宅供給公社住宅）
- 藤白台団地（大阪府住宅供給公社住宅）

## 住区・地区センター
※アルファベットは工事名。町名が「台」は吹田市域、「町」は豊中市域。（）内はかつて大阪府が提案した町名。
吹田市域住区
- A：津雲台（南千里津雲町）
- B：高野台（南千里高野町）
- C：佐竹台（南千里佐竹町）
- D：桃山台（南千里王字町）
- E：竹見台（南千里石川町）
- F：青山台（北千里蓮間町）
- G：藤白台（北千里藤白町）
- H：古江台（北千里古江町）

豊中市域住区
- I：新千里北町（西千里柿木町）
- J：新千里東町
- K：新千里西町（西千里高塚町）
- L：新千里南町

地区センター
- 中央地区センター（千里中央駅周辺）
- 北地区センター（北千里駅周辺）
- 南地区センター（南千里駅周辺）

町名の由来
- 津雲台 ― 小字で九十九（つくも）という字名があり語調もよいというところから。
- 高野台 ― 地形が高い原野であったところから。
- 佐竹台 ― 大字佐井寺が90%以上も位置し、その区域のほとんどが竹林であったところから。
- 桃山台 ― この区域は桃の栽培地であり、また町名に相応しい小字名もなかったので当初、南桃源台として審議会に諮ったが桃源郷の原語については、一部の知識人のみ知るところであり、町名としても好ましくないという結論が出たので、 再度検討した結果。
- 竹見台 ― 北桃源台として審議会に諮られたが桃山台同様、再度検討の結果、筍の産地で知られていたので、その名残をとどめる意義から。付近には現在も竹林が多い。
- 青山台 ― 箕面市と接し、市境界周辺は青葉が繁っていて自然公園的であり、また町名に相応しい小字名もなかったところから。
- 藤白台 ― 小字に藤白（とうじろ）という字名があり 、現在の藤白台2～4丁目 に位置し、代表的小字名であったところから。
- 古江台 ― 小字で古江という字名があり、現在の古江台2～5丁目までその古江が位置すると共に2丁目の80%は古江であったところから。
- 新千里北町・東町・西町・南町 ― 府の開発のときから千里ニュータウンと呼ばれ、この地区について全て新千里という名称を頭につけて東西南北に分けたものである。

## 交通
- 北大阪急行電鉄 南北線千里中央駅、桃山台駅
- 阪急千里線 北千里駅、山田駅、南千里駅
- 大阪モノレール本線 千里中央駅、山田駅：地区内交通の性格は薄く、阪急京都本線・宝塚本線などへのアクセス線として機能。
- 地区内のバスは、阪急バスが運行している。1962年入居開始当初は、鉄道がなかったため、阪急千里山駅－一本松（現在の南千里）－国鉄（現JR西日本）吹田駅前を結ぶバスが唯一の足だった。バス路線は開発に伴って拡充され、1963年8月新千里山駅（現南千里駅）開業後は新千里山駅を中心に再編、1970年3月の千里中央駅開業後は千里中央駅を中心に再編。以後、周辺地域の開発に伴って豊中・箕面・茨木・吹田方面との路線も順次充実し今日に至る。
- 高速バスは桃山台駅に千里ニュータウン停留所が設置され、主に大阪市内発着の路線が停車する。一部の路線は千里中央駅も経由する。

## 道路
入居開始当初は大阪中央環状線も中国自動車道も新御堂筋もなく、既設市街地とニュータウンを結ぶ道路は自動車がすれ違うのもやっとの未舗装道路がほとんどで、「陸の孤島」と言われた。しかし1970年日本万国博覧会開催を目標に急速に整備された。
現在周辺には、名神高速道路・中国自動車道・近畿自動車道が走り、大阪市内とは新御堂筋がJR新大阪駅・大阪駅と結んでいる。また大阪中央環状線によって大阪国際空港や茨木・摂津・門真・東大阪方面と結ばれている。
新御堂筋を北に延長した箕面有料道路が箕面市止々呂美まで開通しており、箕面とどろみインターチェンジを介して新名神高速道路と接続している。

## 行政施設

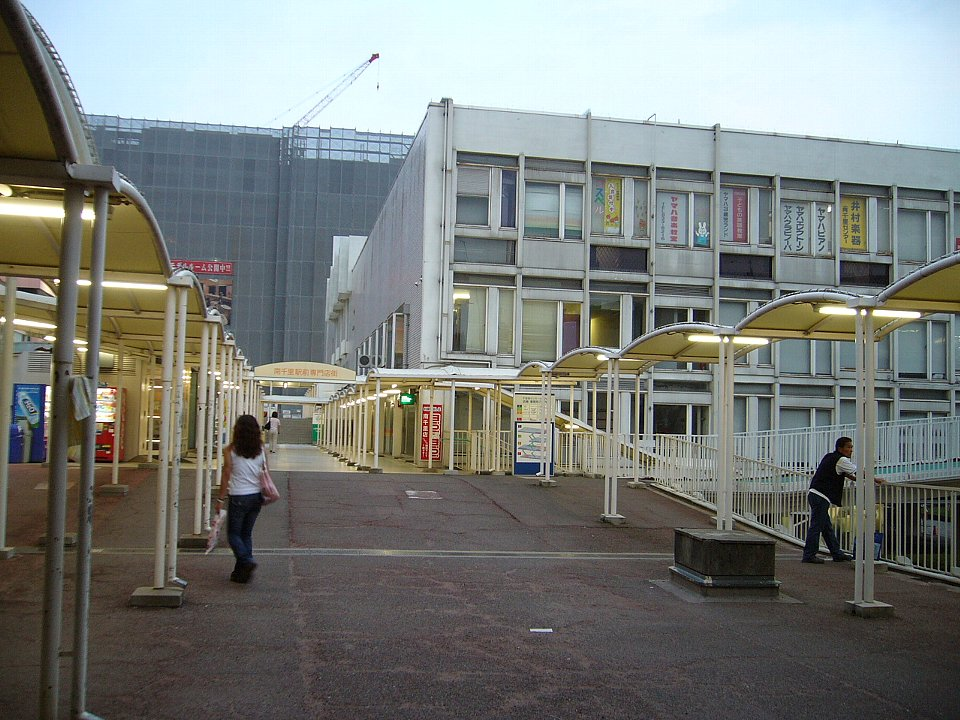
吹田市役所南千里分室と吹田市立千里図書館が入る千里南センタービル

- 豊中市役所新千里出張所
- 吹田市役所南千里分室

## 教育施設

### 幼稚園・保育園（豊中市域）
- キッズワールド千里中央
- クレアーズガーデン・ニノキリインターナショナルスクール
- 豊中市立東丘保育所
- 豊中市立西丘保育所
- 北丘聖愛園
- アソカ幼稚園
- 追手門学院幼稚園
- せんりひじり幼稚園
- みくま幼稚園

### 幼稚園・保育園（吹田市域）
- あやめ保育園
- 社会福祉法人千里聖愛保育センター
- 吹田市立北千里保育園
- 吹田市立藤白台保育園
- 吹田市立南千里保育園
- 千里ニュータウン保育園
- ハッピー・タイム
- ももやま保育園
- 青山幼稚園
- カトリックさゆり幼稚園
- 吹田市立佐竹台幼稚園
- 吹田市立古江台幼稚園
- 玉川学園幼稚園
- ふじしろ幼稚園
- 若竹学園千里幼稚園
- 千里敬愛幼稚園

### 小・中学校（豊中市域）
- 豊中市立東丘小学校
- 豊中市立西丘小学校
- 豊中市立南丘小学校
- 豊中市立北丘小学校
- 豊中市立第八中学校
- 豊中市立第九中学校

### 小・中学校（吹田市域）
- 大阪市立弘済小学校・中学校
- 吹田市立青山台小学校
- 吹田市立北千里小学校（2009年3月閉校）
- 吹田市立佐竹台小学校
- 吹田市立千里たけみ小学校（2003年竹見台・南竹見台両小学校を統合）
- 吹田市立高野台小学校
- 吹田市立津雲台小学校
- 吹田市立藤白台小学校
- 吹田市立古江台小学校
- 吹田市立桃山台小学校
- 金蘭千里中学校
- 吹田市立青山台中学校
- 吹田市立高野台中学校
- 吹田市立竹見台中学校
- 吹田市立古江台中学校
- 吹田市立南千里中学校

### 高等学校・大学（豊中市域）
- 大阪府立千里青雲高等学校（旧・大阪府立東豊中高等学校）

### 高等学校・大学（吹田市域）
- 金蘭千里高等学校
- 大阪府立北千里高等学校
- 大阪府立千里高等学校
- 千里金蘭大学
- 千里金蘭大学短期大学部

### 図書館・博物館・その他
- 吹田市立千里図書館
- 吹田市立図書館北千里分室
- 豊中市立千里図書館

## 主な商業施設

### 商業施設（豊中市域）
- せんちゅうパル
- 千里阪急
- オトカリテ
- LABI LIFE SELECT 千里
- イオンSENRITO専門館

### 商業施設（吹田市域）
- アザール桃山台
- トナリエ南千里
- dios北千里

## 主な進出企業

### 事業所・研究所（豊中市域）
- SCSK西日本 千里オフィス
- 三井住友信託銀行千里事務センター、証券代行部、電算機センター
  - 三井住友トラスト・システム&サービス　（大阪本社）
- 東京海上日動火災　大阪電算機センター、研修センター
- 損害保険ジャパン　千里支社
- りそな銀行　千里電算機センター
- 千里ライフサイエンスセンター
- パナソニック ホームズ　本社
- 大阪ガス千里中央地区センター　（地域冷暖房事業の先鞭）
- 大正製薬関西支社

### 事業所・研究所（吹田市域）
- 産業技術総合研究所システム検証研究センター

## 放送

### コミュニティ放送
- 千里桃山台団地には、コミュニティ放送局である千里ニュータウンFM放送の送信所が置かれている。
- 所在地：吹田市桃山台1丁目1番C-1号

| 放送局名                             | 呼出符号   | 周波数  | 空中線 電力 | ERP | 放送区域                                                       | 放送区域 内世帯数 | 開局日        |
| ------------------------------------ | ---------- | ------- | ----------- | --- | -------------------------------------------------------------- | ----------------- | ------------- |
| 千里ニュー タウンFM放送 愛称｢FM千里｣ | JOZZ7BC-FM | 83.7MHz | 10W         | 32W | 千里ニュータウン内 (吹田市・豊中市・箕面市・ 茨木市の一部地域) | 3万8263世帯       | 2007年 4月1日 |

## 名所・旧跡・観光スポット・祭事・催事
- 千里天神（上新田天神社）
- 古江稲荷神社
- 千里中央公園
- 千里北町公園
- 千里西町公園
- 千里南町公園
- 千里北公園
- 藤白公園
- 古江公園
- 青山公園
- 千里南公園
- 津雲公園
- 高野公園
- 佐竹公園
- 桃山公園
- 二ノ切池公園
- 竹見公園
- IEEEマイルストーン認定記念銘板（世界初の自動改札機実用化）

### 野外彫刻
（参照）

● 「千⾥野外彫刻展」作品群
（1967年千⾥南公園に於て開催。彫刻展終了後は各公園やロータリーに設置）
● ニュータウン完成記念モニュメント
（1970年ニュータウン主要地区に設置）
● その他個別に設置されたもの
■千里ニュータウン入口の標柱
（1965年頃、当初は6ヵ所あり内3ヵ所が現存）
- 桃山台4丁目
- 高野台5丁目
- 新千里北町1丁目

津雲台1丁目
- ● 『PONTA』流政之

津雲台2丁目ロータリー
- ● 『希望』 ⾼須賀桂 ─ ⼤丸寄贈

津雲台4丁目ロータリー
- ● 『おしゃべり』 三坂耿⼀郎 ─ 銘板なし（※剥落）

千⾥南公園
- ● 『灯篭』 松村外次郎 ─ ⼩野⽥セメント（現太平洋セメント）寄贈
- ● 『コステューム』 新⾕秀雄 ─ 富⼠銀⾏（現・みずほ）寄贈
- ● 『間』 綿引孝司
- ● 『⽇と⾵と⾬に』 辻晋堂 － 関⻄電⼒寄贈
- ● 不明 ─ 銘板なし（※彫刻展の⼊⼝モニュメント）
- ● 『碑 No.3』 昆野恒 ─ 早川電機⼯業（現・シャープ）寄贈（※台座のみ現存）
- ● 『カリヨンベル』
- ● 千里南公園文学碑 ─ （※計16ヵ所設置）

⾼野公園
- ● 『渦柱』 菅原⽯廬

千⾥緑地
- ● 『番⼈』 五⼗嵐芳三 ─ ⼤和銀⾏（現・りそな）寄贈（※2018年撤去）

佐⽵公園
- ● 『⺟と⼦』 ⽵内正治

古江台4丁目
- ● 『集』植⽊茂 ─ 松下電器産業（現・パナソニック）寄贈

古江公園
- ● 『宇』 番匠宇司

藤⽩公園
- ● 『預⾔者』 今村輝久

藤⽩台ロータリー
- ● 『翼のある⾞輪』 加藤昭男 ─ 銘板なし（※剥落）

千⾥北公園
- ● 『天の⼦』 ⼭脇正邦
- ● 『翠』 安⽥周三郎 ─ 三和銀⾏（現・三菱東京UFJ）寄贈
- ● 『⾵の道』 新宮晋 ─ 千⾥開発センター設置
- ● 『銀の鳥』

⻘⼭公園
- ● 『⽯花』 ⽇⾼頼⼦
- ● 『壁訴訟』 ⼯藤健

新千⾥北町ロータリー
- ● 『腕をくむ』 ⼭本稚彦 ─ 三井銀⾏（現・三井住友）寄贈
- ● 『時計付きモニュメント』⼭⽥幸作 ─ 豊中市新千⾥北町⾃治団体連絡協議会創⽴20周年記念

樫ノ⽊公園
- ● 『欣びの精霊』 笠置季男 ─ 銘板なし（※剥落）

新千里東町1丁目
- ● 『ステンレスの林』飯⽥善国 ─ （※2006年撤去）
- ●『transfiguration "LINK" Ⅲ』⽵内三雄
- ●『コミュニケーション』⻄⽥明未

千⾥中央公園
- ● 『布を持つ』 ⼭本稚彦 ─ 銘板なし（※剥落）
- ● 『おば Q』 辻晋堂 ─ 住友銀⾏（現・三井住友）寄贈
- ● 『あほんだら獅⼦』 流政之 ─ ⼤和銀⾏（現・りそな）寄贈
- ● 『森のささやき』新宮晋

「千里アートロード」の作品群
（1995年 新千里西町1～2丁目）
- 『陽だまり』鈴⽊清貴
- 『2台の楽器のために』⽇⾼頼⼦
- 『HEAVEN'S WOMEN』堀⽥⼤貴
- 『まほろば』中垣克久
- 『五⽉の蝶』岩⽥健
- 『愛よ永遠に』⼀⾊邦彦
- 『にわか⾬』⼯藤健⼀
- 『語らい』本多厚⼆
- ●『⼤きな構成』アレッサンドラ・ポルフィディア ─ 大阪トリエンナーレ1998 サントリー賞受賞作品

## 千里八景
1982年（昭和57年）、千里ニュータウン20周年記念イベント「千里20年まつり」の一環として募集が行なわれたもの。現地には標柱が立つ。
- 「野鳥楽園」千里北公園
- 「駅広夜景」北千里駅付近
- 「桜並木」 千里中央筋
- 「新都市俯瞰」千里中央公園
- 「ビル群爽涼」千里中央付近
- 「副都心黎明」千里中央
- 「池畔散策」千里南公園
- 「新都市躍動」桃山台駅付近

また同時に、テーマソング「千里音頭」が作られた。企画・制作は千里20年まつり実行委員会と朝日新聞社。作曲はいずみたく。デューク・エイセスの歌で吹き込まれたシングルレコード（品番：04R-4120）が存在する。

## ドキュメンタリー
- 新日本紀行「最初のニュータウン 〜大阪・千里〜」（1979年12月19日、NHK）[17]

## ギャラリー

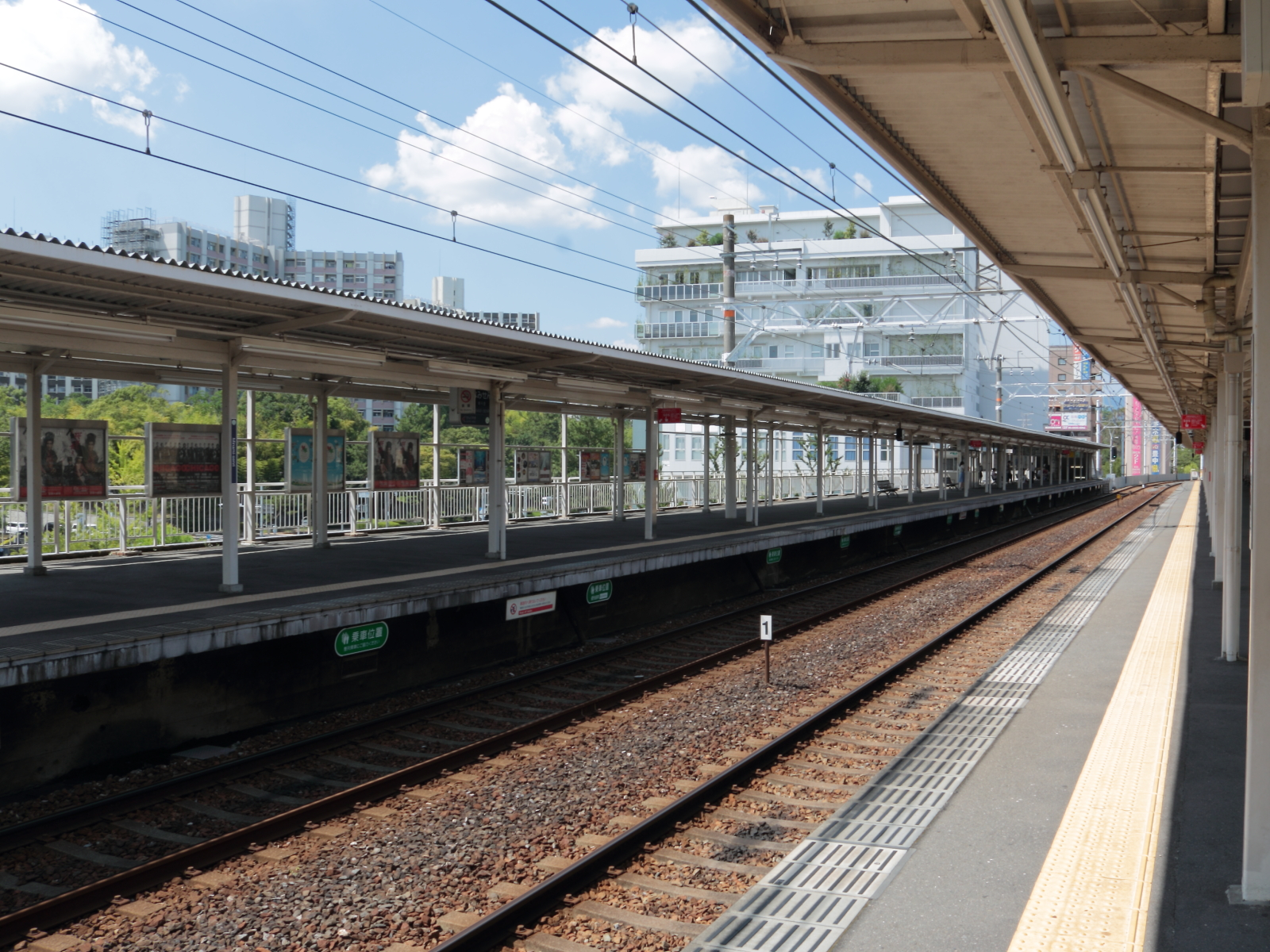
南千里駅
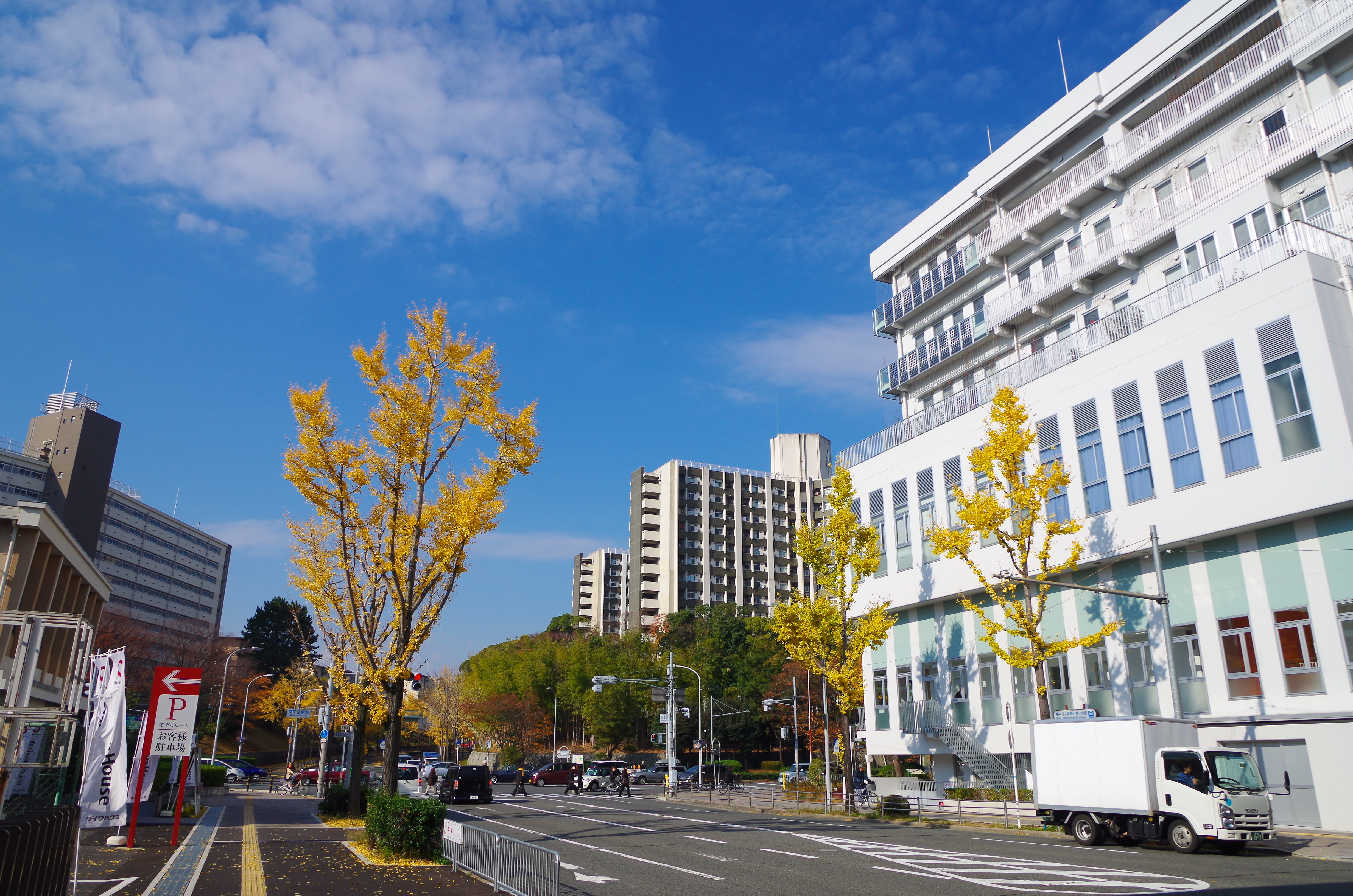
南千里駅前
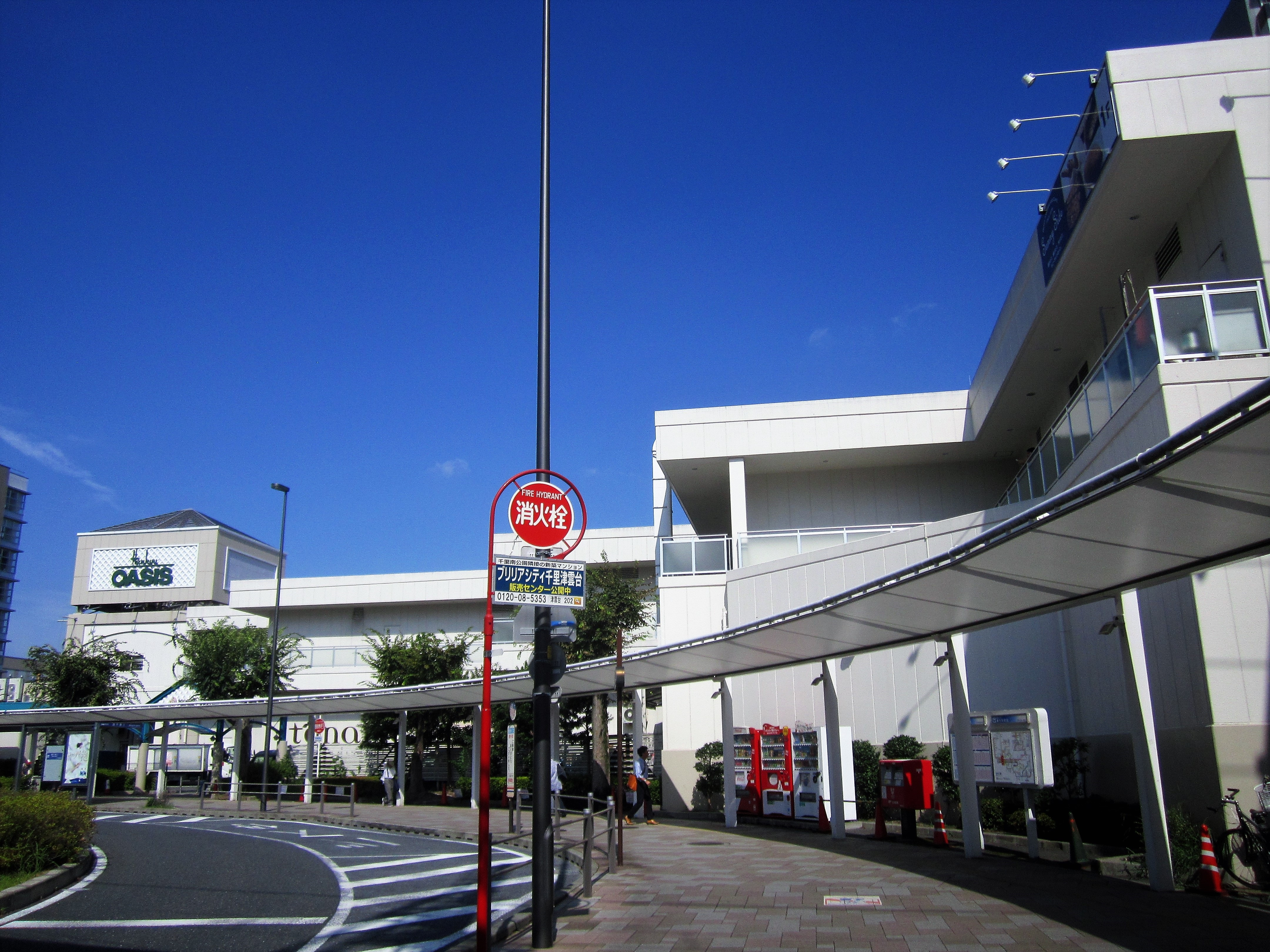
トナリエ南千里
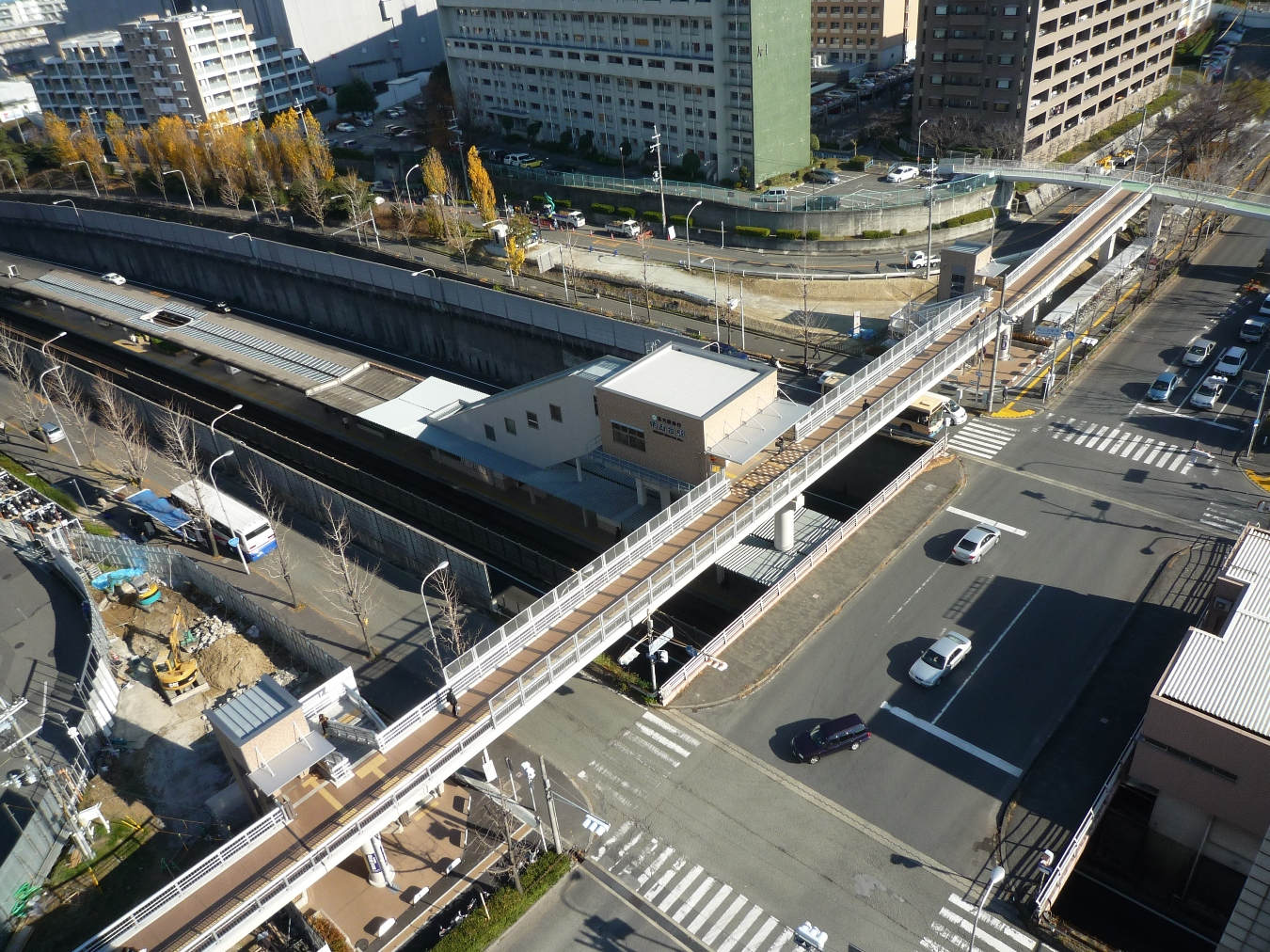
桃山台駅
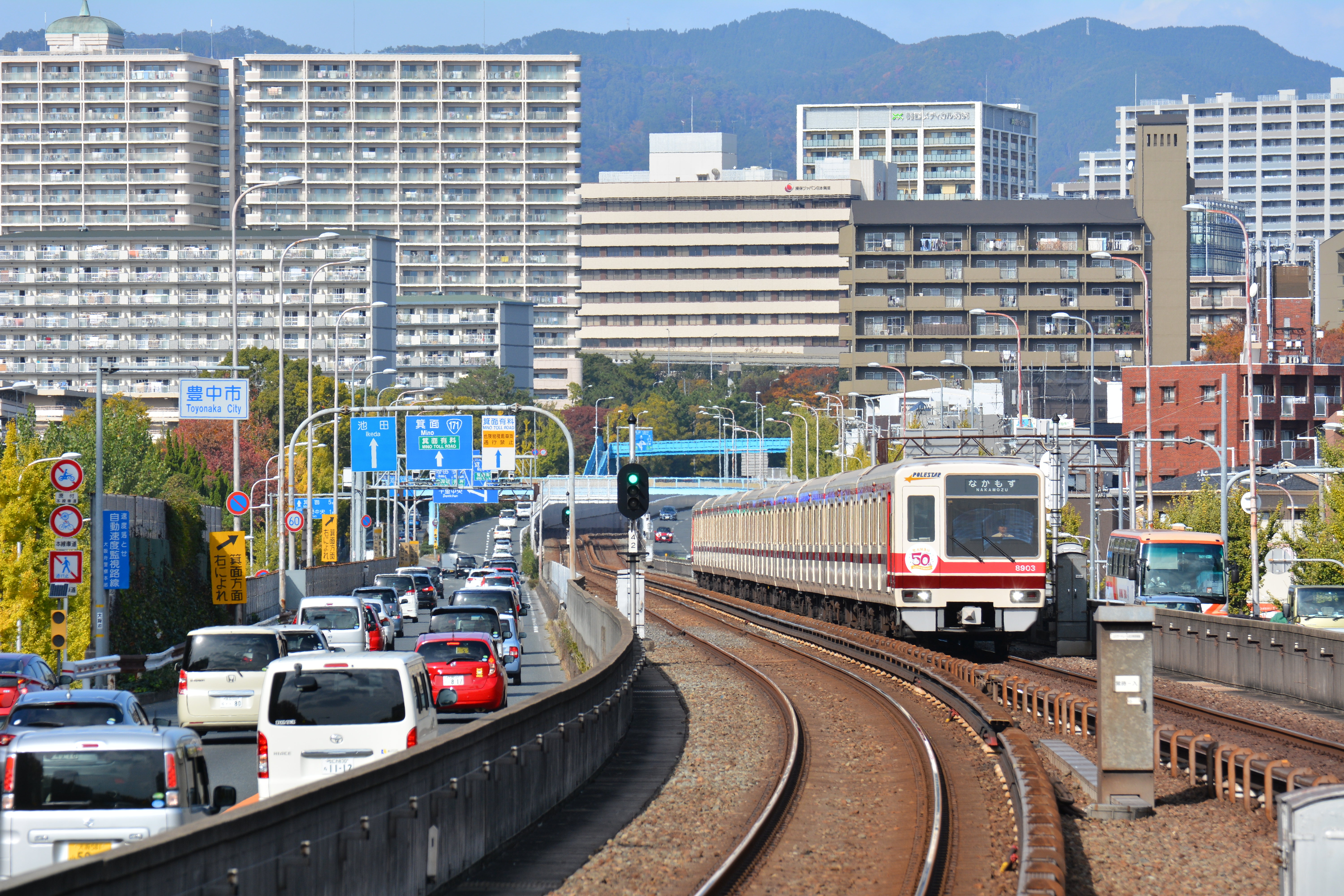
新御堂筋
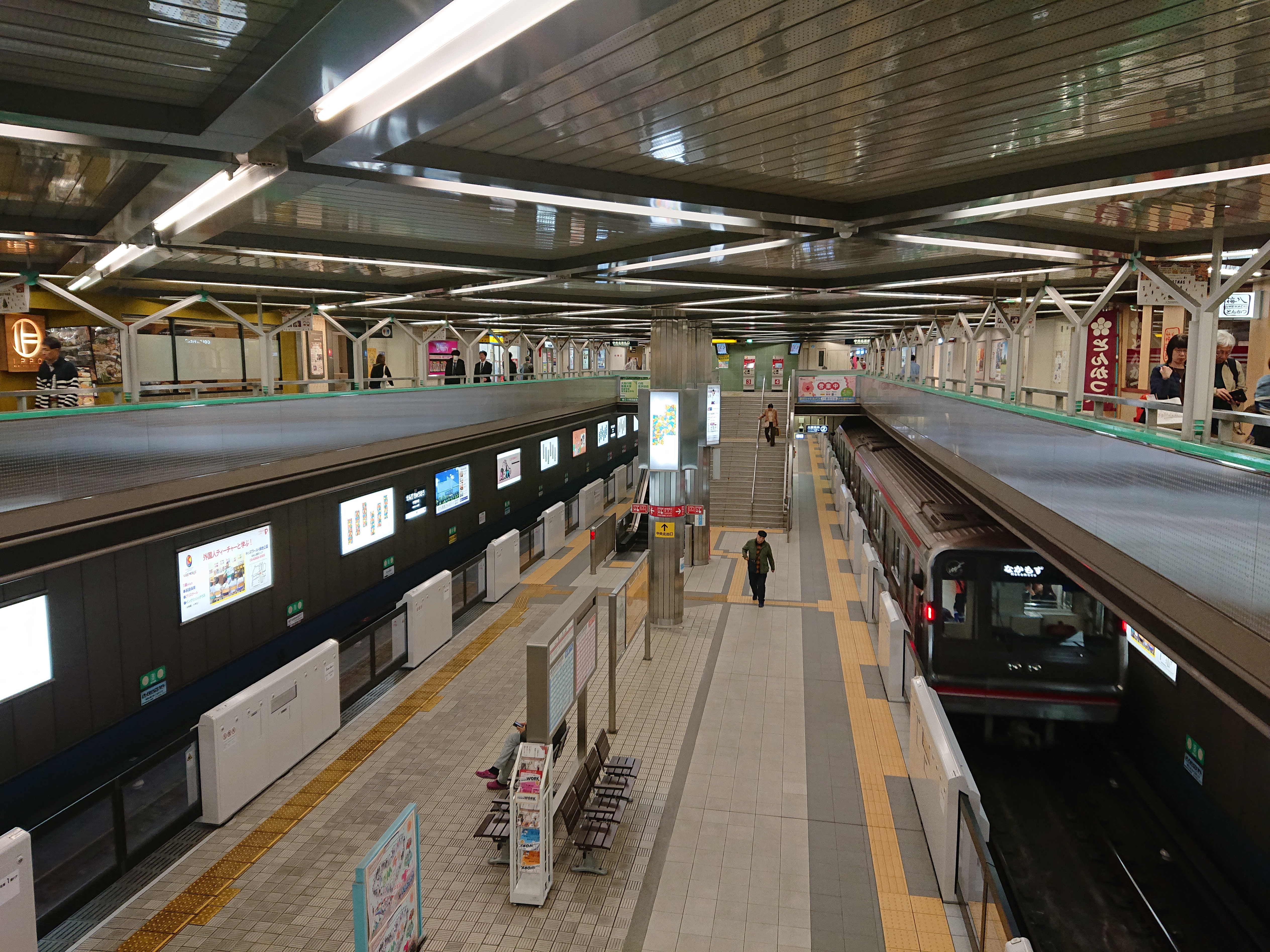
北大阪急行千里中央駅
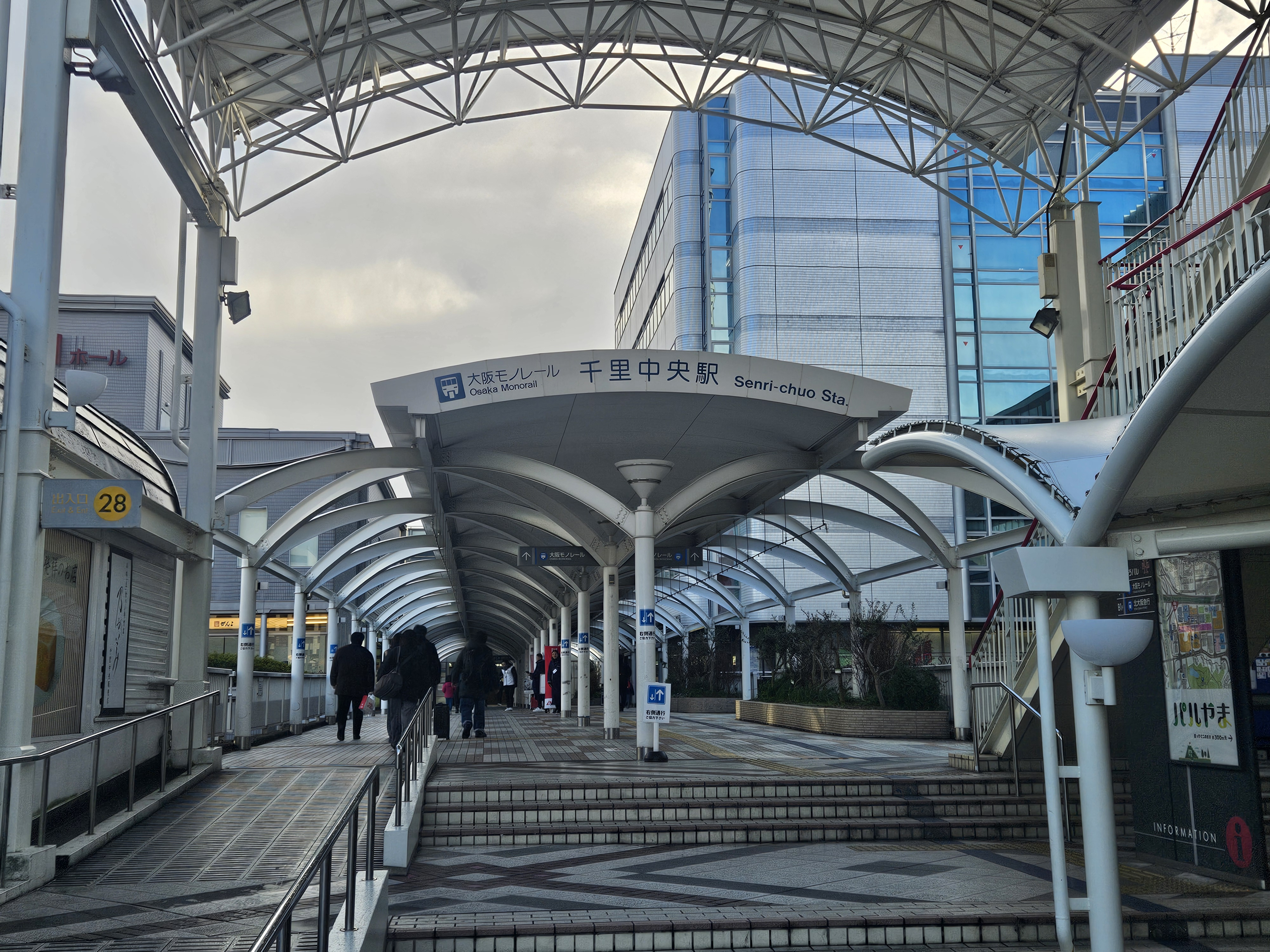
大阪モノレール千里中央駅入口
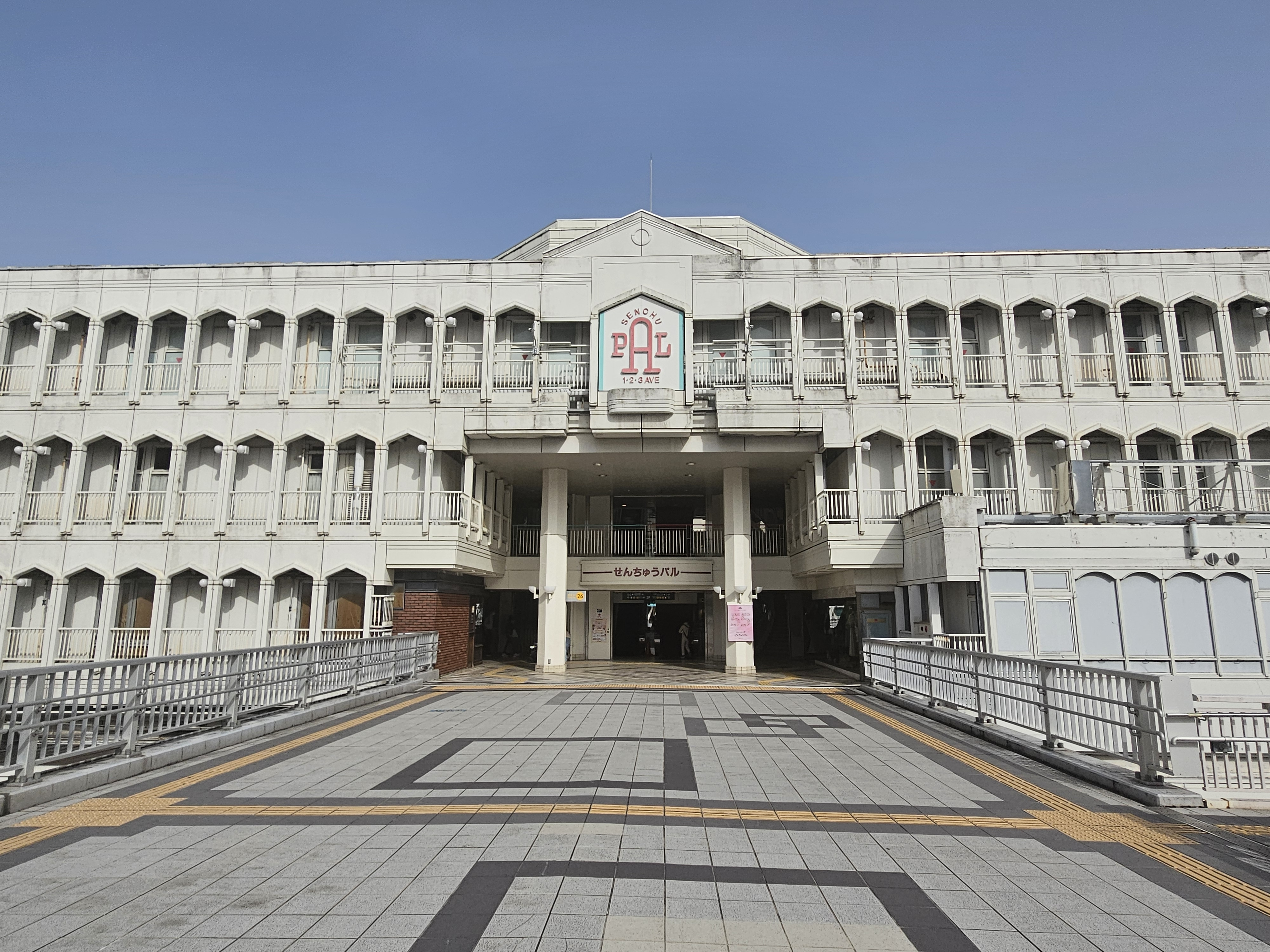
せんちゅうパル
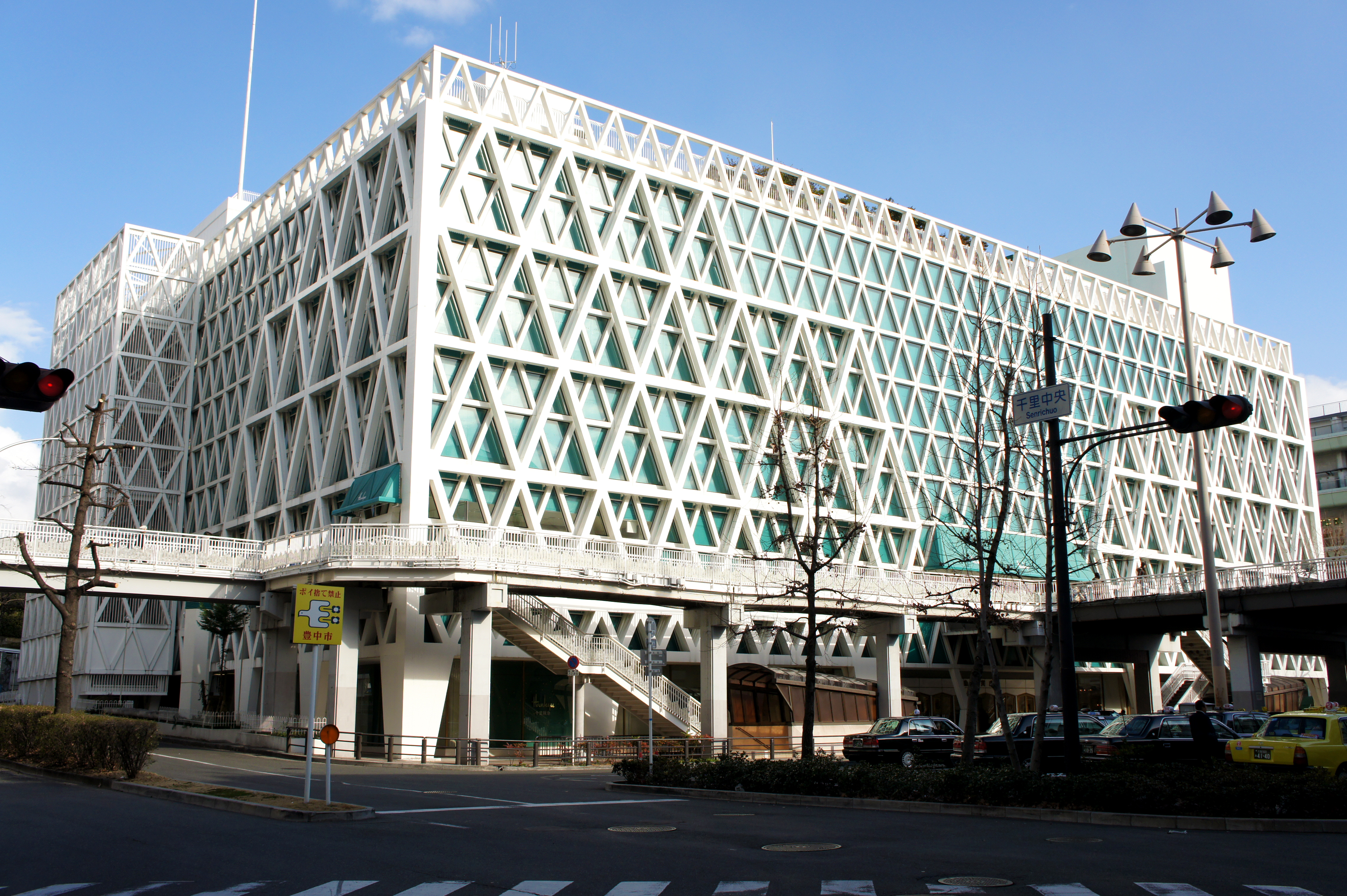
千里阪急
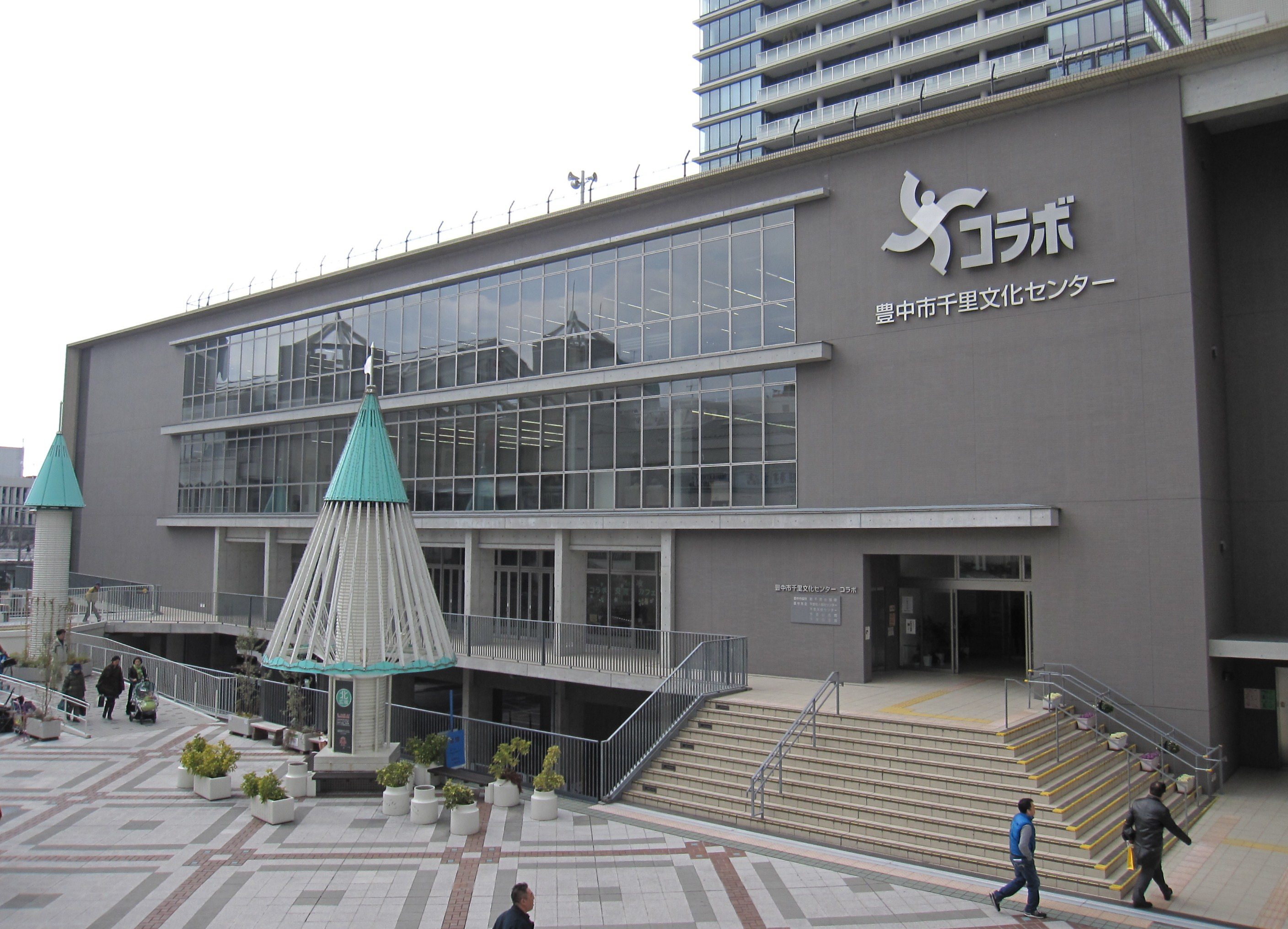
千里文化センター
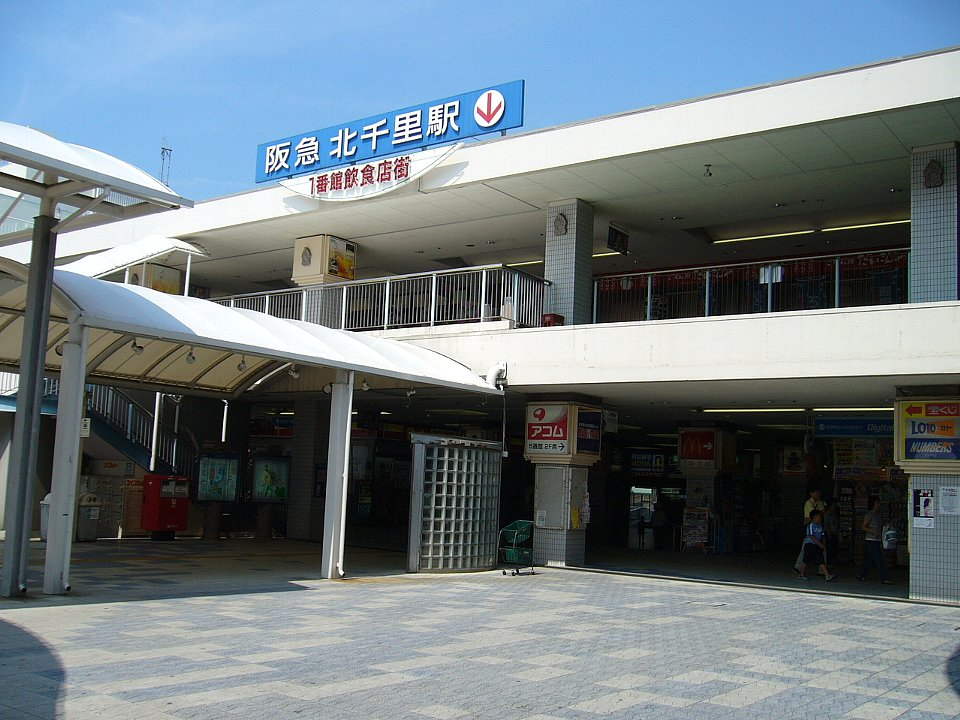
北千里駅
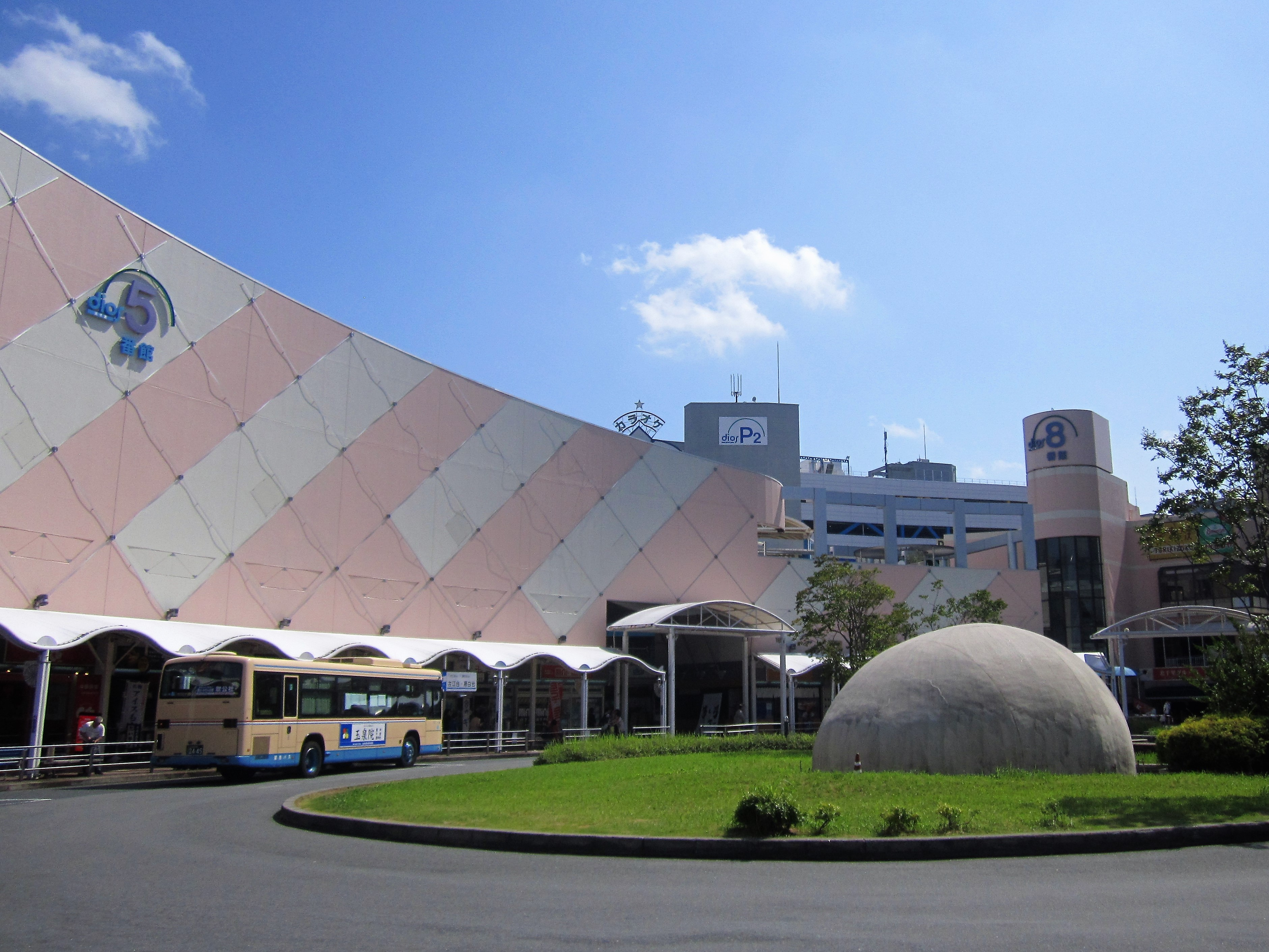
dios北千里
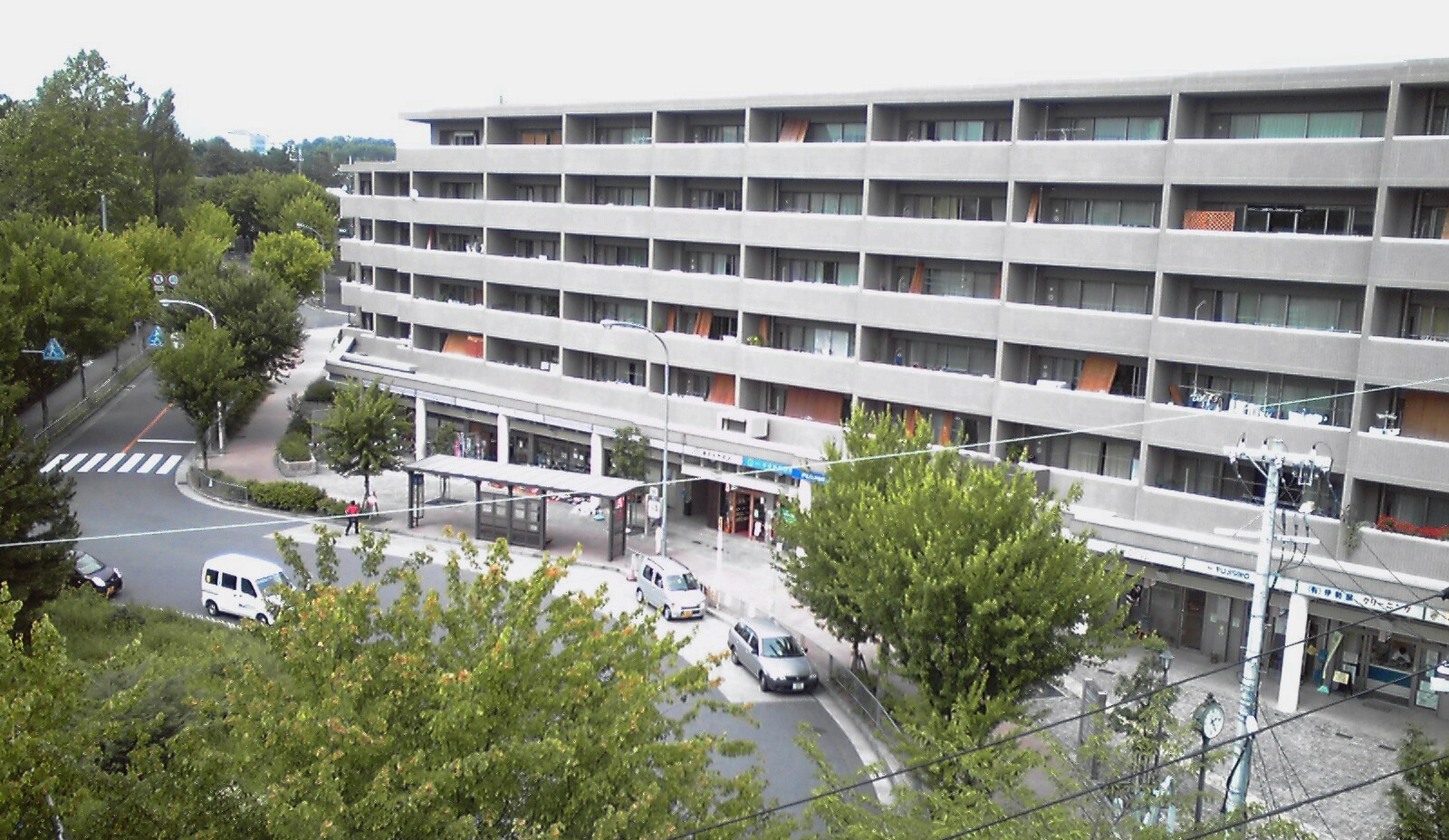
藤白台1丁目ロータリー
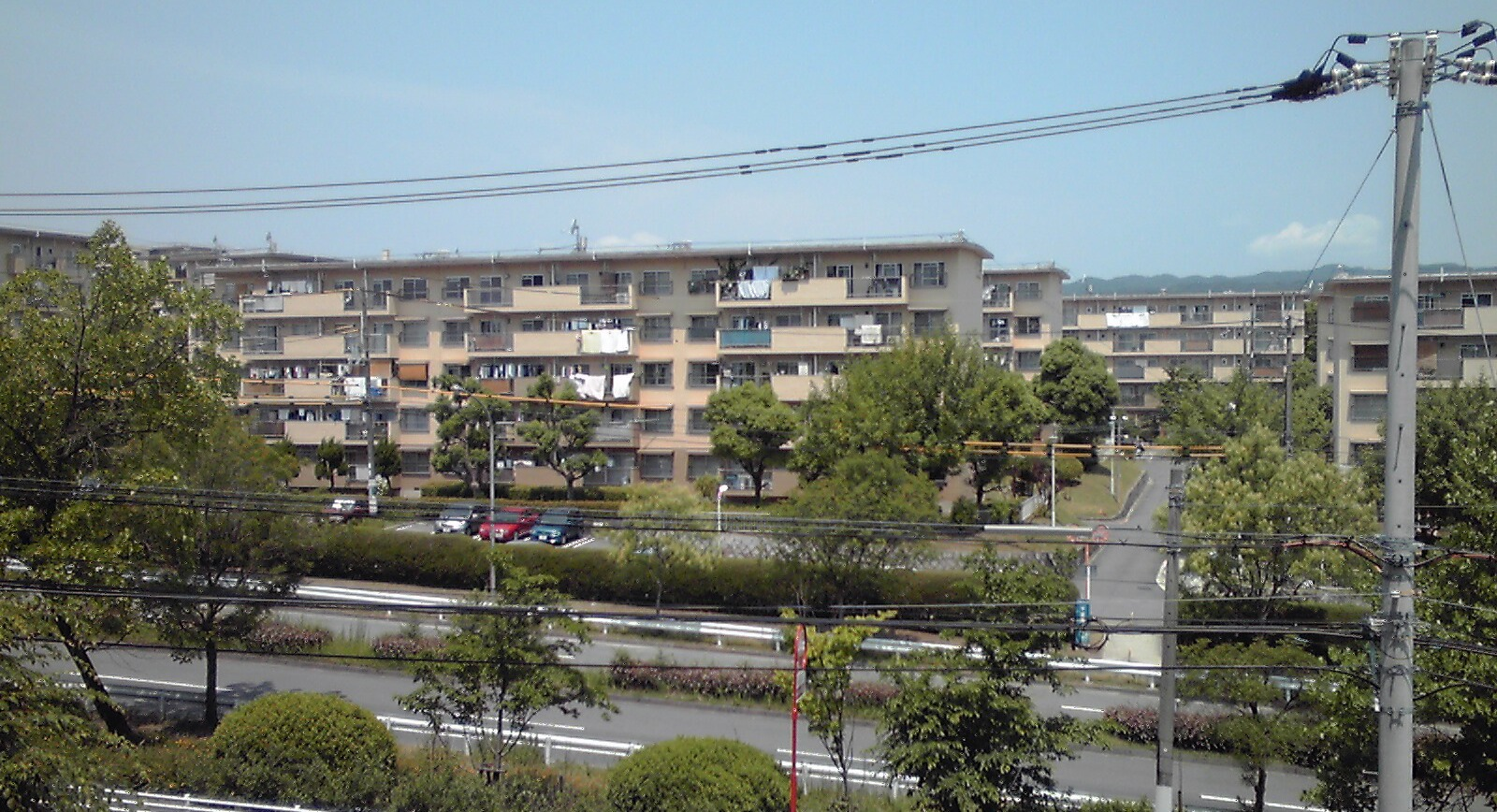
青山台1丁目団地